# Хокеј на леду у Србији
Хокеј на леду у Србији се појављује још тридесетих година двадесетог века.

## Историја

### Почеци
На садашњој територији Србије хокеј је почео да се игра након што су донесени реквизити за бенди из Шведске. Тадашња Краљевина Србија је на конгресу Међународне хокејашке федерације који се 1911. одржавао у Берлину, постала члан интернационалног хокејашког савеза (ЛИХГ).
Хокеј на леду демонстриран је у Београду 1934. године. Пионири су били спортисти Хришћанске заједнице младих људи и БАСК-а, који је радио на оснивању секције. Дневни лист Политика је 1936. године овако описала хокеј на леду:
УЗБУДЉИВА ИГА ХОКЕЈ НА ЛЕДУ, СПОРТ КОЈИ БЕОГРАД НЕ ПОЗНАЈЕ:Много је спортова који Беогрђани не познју. Неки би свакако одушевили нашу публику. У такве спада и хокеј на леду. Ми немамо леда који би дуже трајао и који би омогућио гајење овог интересантног спорта којим се одушевљавају гледаоци у инострнству. У хокеју је главни циљ дати гол. Само се овде не употребљава лопта, већ котур од црне гуме који је веома тврд и може опасно да повреди. Тај котур играчи терају нарочитим дрвеним палицама, гурајући га по леду, трудећи се да голману који обично заклања целу капију ипак протерају котур у гол. Игралиште је лед, тврд и добро углачан. Играчи су на клизаљкама („шлитшугама“ и морају да буду добро увијени.
Београдски тениски клуб је 1938. године поливањем 6 својих терена направио прво хокејашко игралиште по међународним стандардима и на том игралишту су одржане прве две званичне хокејашке утакмице у Србији. Први хокејашки турнир у Београду одржан по међународним правилима одржан је 1940. године. Српски клизачки савез је основан 4. фебруара 1940. у Београду и чинило га је 6 клубова, који нису била прави хокејашки клубови, већ заправо секције других спортских клубова. По два клуба су била из Београда (Београдски тениски клуб и Београдски Боб клуб) и Палића (Палићки спорт клуб и Тенис клуб Палић) и по један из Новог Сада (Тенис клуб Нови Сад) и Старог Бечеја (Спортско друштво Славија).
У Новом Саду прва утакмица је одиграна 14. јануара 1940. године између Старог Бечеја и Новосадског клизачког клуба, који је био секција Тениског клуба Нови Сад. Победели су Бечејци са 7:2 (3:0,3:2,1:0).
Првенство Југославије је први пут одржано 1939. године и прве две сезоне у њему су учествовали само клубови из Загреба и Љубљане. У трећој сезони почео је да се такмичи и први клуб са територије Србије, хокејашки клуб Палић. Првенство је те сезоне одржано као дводневни турнир, 1. и 2. фебруара у Љубљани. Палић је поражен у оба меча, од Вараждина са 7:0 и од домаће Илирије 13:1.

### Хокеј у Србији након Другог светског рата
Након Другог светског рата оснивају се нови клубови. Године 1945. основан је и суботички Спартак, исте године основана је и Хокејашки клуб Црвена звезда, која је опрему наследила од хокејашке секције Београдког тениског клуба. Две године касније основан је Партизан. Један број играча који је напустио 1954. године Партизан основао је ХК Ташмајдан.
До 1953. године су коришћена залеђена тениска игралишта, када је те године отворено прво клизалиште у Београду, тачније на Ташмајдану. У Суботици је 25. децембра 1969. отворен стадион за зимске спортове са вештачким ледом капацитета 4.000 места. Прва вештачка ледена површина у Новом Саду је отворена 1972. године.
Двадеседеветог септембра 1949. одржана је скупштина Савеза кллизачких спортова Југославије, а годину дана касније и Савез клизачких спортова Србије. Седиште савеза Југославије је 1952 пребачено у Љубљану.

## Такмичења

### Прва савезна лига Југославије у хокеју на леду
Првенство Југославије је први пут одржано 1939. године и прве две сезоне у њему су учествовали само клубови из Загреба и Љубљане. У трећој сезони почео је да се такмичи и први клуб са територије Србије, хокејашки клуб Палић. Првенство је те сезоне одржано као дводневни турнир, 1. и 2. фебруара у Љубљани. Палић је поражен у оба меча, од Вараждина са 7:0 и од домаће Илирије 13:1.
Током рата првенства нису играна. Прво послератно првенство, одржано је 1947. у Љубљани по турнирском систему у периоду од 24. до 26. јануара, уз учешће четири екипе, освојила је екипа загребачке Младости. Осим Младости, учествовали су и словеначки Триглав и два српска клуба Спартак и Црвена звезда који су освојили 3 и 4. место. Друго послератно првенство Југославије, је као и прво одиграно у Љубљани опет по турнирском систему. Првенство је одиграно као тродневни турнир који се одржано од 26. до 29. фебруара 1948. уз учествовање шест клубова. Клубови-учесници били су подељени у две групе, а првак А групе, Партизан добио је титулу државног првака. Спартак је био први у групи Б и у укупном плсаману заузео 4. позицију. Године 1949. је одиграно треће првенство које је као и прва два одиграно у Љубљани опет по турнирском систему. Првенство је одиграно као четвородневни турнир који се одржано од 25. до 28. фебруара 1949.. Примењен је исти систем као у претходној години, с тим што се такмичило 9 клубова подељених у три групе. Замиљиво је да су сви учесници А групе имали по једну победу и пораз, а сви су освојили по 2 бода. Првака је одлучила боља гол-разлика. Са гол разликом првенство је освојила Младост (9:7), други је био Партизан (6:5), а трећа Љубљана (3:6). Од српских клубова, Спартак је био други у групи Б, а Београд други у групи Ц.
Следеће године првенство није играно, да би почевши од 1951 па до 1955. године уследила доминација Партизана који је пет пута узастопно био правак Југославије. Црно-бели су у том периоду победилу у 19 узастопних утакмице са гол разликом 142:23. Партизан је првенство 1953. године завршио без примљеног гола (23:0). Састав Партизана је у том периоду била репрезентација у малом. Играли су др Златко Ковачевић, Милан Јовановић, Никола Станимировић, Луце Житник, Гентар Ладоцки, Јосип Брелић, Алфред Давид, Борис Ренауд, Мићо Душановић и Блажо Пиперски. У том периоду су се ткмичили и други српски клубови Спартак (1953, 1954) Београд (1953) и Црвена звезда (1955). Након пет година доминације Партизана, 1956, првенство је освојио Загреб, а београдски клубови Партизан и Црвена звезда освојили су 4. и 5. место.
Од 1957 па до 1985. године уследила је доминација словеначких клубова, Јесеница који су 20 пута били прваци и Олимпије која је 8 пута била најбоља. у том периоду у највишем рангу југословенског хокеја играли су са више или мање успеха играли и клубови из Србије: Партизан, Црвена звезда, Ташмајдан, ОХК Београд, Спартак и Војводина.
Доминацију словеначких клубова прекинуо је Партизан пре свега захваљујући играчима који нису били из Србије. Највећи број играча био је из Словеније, голман Доминик Ломовшек, играчи Игнац Кавец, Блаж Ломовшек, Душан Лепша, Томаж Лепша, Андреј Видмар и Матјаж Огрин. Поред њих играли су и канађанин Френсис Матичук, као и играчи из Чехословачке Владимир Беднаж, Владимир Костка и Отокар Железни. Поред иностраних играча играли су Бојан Миловановић који је као капитен предводио ову генерацију, Лазар Дунда, Горан Обрадовић, Андреј Јовановић, Милош Пиперски, Бојан Бертуш, Раде Милановић, Бошко Шутић, Предраг Бодрожић... Као тренер екипу је предводио Павел Кавчич. Након регуларног дела Партизан је заузео прво место са два бода више од Јесеница па су ова два клуба одиграла финале у три добијена меча. Први меч у Београду је добио Партизан са 4:2, а затим су тријумфовали и у Јесеницама резултатом 6:3. У трећем мечу у Београду су тријумфовали Јесеничани са 3:2 и тако смањили резултат на 2-1 у победама. Ипак у четвром мечу у Дворани Подмежакла након велике борбе у којем је победник одлучен након пенала, славили су црно бели и освојили седму титулу првака државе.
Следеће сезоне поново су играли исти клубови, али су овог пута били успешнији Јесеничани, коју су убрзо освојили и наредно првенство. Последња три првенства пре распада Југославије освојио је загребачки Медвешчак.

### Хокејашка лига СР Југославије и Србије и Црне Горе
Након распада СФРЈ почело је да се одржава такмичење под називом Хокејашка лига СР Југославије. У овој лиги која се под овим називом играла од 1991. до 2003. такмичили су се само клубови из Србије, јер у Црној Гори није постојао ниједан хокејашки клуб. Укупно је одиграно дванаест сезона првенства СР Југославије у којима је Војводина била шампион шест пута, Црвена звезда четири пута и Партизан два пута.
После промене имена државе у Србија и Црна Гора, и лига је променила име. Суштински то ништа није битно мењало, јер су и даље клубови били само из Србије. Лига је укупно имала три сезоне а престала је да постоји 2006. након растављања Србије и Црне Горе. Током трајања лиге Србије и Црне Горе по једну титулу освојили су Војводина, Црвена звезда и Партизан.

### Хокејашка лига Србије
Хокејашка лига Србије је највише и једино хокејашко такмичење у Србији, у организацији Хокејашког савеза Србије. Игра се од распада државне заједнице Србије и Црне Горе 2006. године. Укупно је до сада одиграно седам сезона првенства Србије у којима је Партизан свих седам пута био шампион. Систем такмичења није константан и стално се мења зависно од броја клубова који учествују у такмичењу.
Прво издање Хокејашке лиге Србије кренуло је 20. октобра 2006. године. У лиги се такмичило пет клубова. Најбољи тим у лигашком делу сезоне била је екипа Партизана са 24 бода из 16 утакмица, колико је имала и другопласирана Војводина. Први шампион Хокејашке лиге Србије постао је Партизан победивши у финалу плеј-офа Војводину са 2:0 у победама.
Друго издање Хокејашке лиге Србије кренуло је 12. октобра 2007. утакмицом између Беостара и Војводина коју је Беостар добио са 4:1. У лиги се као и прошле године такмичило пет клубова. Најбољи тим у лигашком делу сезоне била је екипа Партизана са 53 бода из 24 утакмица. Шампион Хокејашке лиге Србије по други пут постао је Партизан победивши у финалу плеј-офа Нови Сад са 3:0 у победама.
У трећој сезони у лиги се као и прошле године такмичило пет клубова. Најбољи тим у лигашком делу сезоне била је екипа Партизана са 43 бода из 16 утакмица. Шампион Хокејашке лиге Србије трећи пут за редом постао је Партизан победивши у финалу плеј-офа Војводину са 2:1 у победама.
У четвртој сезони у лиги се у односу на прошлу године такмичило четири клуба. Из лиге су иступили Нови Сад и Беостар, а лиги се прикључио Спартак из Суботице. Најбољи клуб у лигашком делу сезоне била је екипа Спартака која је освојила 24 бода из 8 утакмица. Партизан у лигашком делу није наступио због обавеза у Слохокеј лиги пласирао директно у финале. Спартак је одбио да игра финале, па је Партизан постао првак службеним резултатом 2:0 у победама.
Пето издање Хокејашке лиге Србије кренуло је 19. новембра 2010. утакмицом између Војводина и Црвене звезде коју је Црвена звезда добила са 6:4. У лиги се као и прошле године такмичило три клуба, док се Партизан због обавеза у Слохокеј лиги пласирао директно у суперфинале. Најбољи клуб у лигашком делу сезоне била је екипа Спартака која је освојила 13 бода из 8 утакмица. Шампион Хокејашке лиге Србије пети пут за редом постао је Партизан победивши у финалу плеј-офа Црвену звезде са 2:0 у победама.
У шестом издању Хокејашке лиге Србије требало је да учествују четири клуба док би се Партизан као пети клуб због такмичења у Слохокеј лиги прикључио лиги тек у плеј-офу. Због неиспуњавања услова за такмичење екипе Црвене звезде, Војводине и Спартака одлуком Савеза хокеја на леду Србије дисквалификоване су из такмичења. Због тога је одлучено је да Суперфинале играју Партизан као учесник Слохокеј лиге и Витез као једини клуб који је испунио задате услове. Тријумфом од 2:0 у победама Партизан је постао и шести пут узастопно шампион Хокејашке лиге Србије.
Седмо издање Хокејашке лиге Србије кренуло је 26. октобра 2012. године утакмицом између Партизана и Витеза коју је Партизан добио са 12:5. У лиги се у односу на прошлу сезону такмичило шест клуба. Ове године Партизан се није такмичио у регионалној лиги, па је целу сезону одиграо у лиги Србије. Најбољи клуб у лигашком делу сезоне била је екипа Партизана која је забележила 10 победа из исто толико утакмица. Након регуларног дела, због како је Савез хокеја на леду Србије навео недостатка термина одигравања утакмица и како би се обезбедиле припреме Репрезентације Србије одлучено је да се не игра плеј-оф, па је тако шампион постао Партизан као први после регуларног дела сезоне.

## Клубови

### Активни клубови

#### Партизан
Хокејашки клуб као део JСД Партизан основан је 1948. године, а на њиховом првом наступу на државном првенству су освојили своју прву титулу. Првенство је одиграно као тродневни турнир који је одржан од 26. до 29. фебруара 1948. године. Партизан је титулу првака освојио победом над Енотностом из Љубљане и Текстилцем из Вараждина.
Партизан је освојио укупно 20 титула шампиона државе, 3 купа, два пута је био првак Слохокеј лиге и једном је освојио Балканску лигу што га чини најтрофејнијим клубом у Србији.

#### Спартак Суботица
Клуб је основан 1945, а прву званичну утакмицу је одиграо 1947. године. Изградња вештачког леда, од 1969. је помогла развоју клуба. Клуб је играо у Првој лиги Југославије, а након распада СФРЈ у првенству Србије. Међутим, клуб није играо сваку сезону због разних проблема, недовољног броја играча и финансијских проблема. Године 2009. освојили су Куп Србије.

#### Витез
Клуб је основан 2001. године и углавном је радио са млађим селекцијама. Од 2011. клуб се такмичи и у сениорској конкуренцији. У првој такмичарској сезони клуб се пласирао у финале, где је поражен са 2-0 у победама од Партизана.
Следеће сезоне Витез је поново освојио друго место завршивши регуларни део са 22 бода (7 победа, 1 меч изгубљен након продужетака и два пораза). Ове сезоне плеј-оф није игран. У овој сезони Витез је дебитовао у европским такмичењима у Континенталном купу. У првој рунди, у групи А која је одржана у румунском граду Мијеркуреја Чук, Витез је заузео 3 место победивши Макаби Метулу из Израела са 15:0, а изгубили су од турског Башкент Јилдизларија 6:1 и домаћина Чиксереде 6:0.

#### Беостар
Беостар је основан 2006. године. Клуб није имао много успеха, јер је у све три сезоне колико је учествовао у Хокејашкој лиги Србије заузимао последње пето место.
Од 2009. године Беостар је престао да се такмичи у сениорској конкуренцији и посветио се раду са млађим категоријама, да би се од сезоне 2013/14 поново почео такмичити у Хокејашкој лиги Србије.

### Бивши клубови

#### Црвена звезда
Клизачко хокејашки клуб Црвена звезда је српски хокејашки клуб из Београда. Клуб је део спортског друштва Црвена звезда и основан је 1946. године. До 1960. године, хокејаши Црвене звезде редовно учествују у домаћим такмичењима уз просечне резултате. Хокејаши су први трофеј освојили у Купу 1980. године. у Загребу против домаће екипе Младости. У сезони 1991/92. подигнут је први шампионски пехар а освојен је и Куп. Следеће године хокејаши су опет најбољи док су 1996. поново пригрлили дуплу круну. Након тога су још два пута били прваци државе, 1997 и 2005. године. Од 2013. године се не такмиче у сениорској конкуренцији.

#### Војводина
Хокејашки клуб Војводина је српски хокејашки клуб из Новог Сада. Клуб је део спортског друштва Војводина и основан је 1957. године. Седам пута био првак државе, а 2009. је освојио регионалну Панонску лигу. 24. марта 2009. у великом пожару су изгореле просторије клуба у хали СПЕНС, када је такође изгорела комплетна опрема клуба. Због настале штете Војводина је морала да се повуче из финала плеј-офа, па је ХК Партизан освојио титулу. Од 2012. године се не такмиче у сениорској конкуренцији.

#### Нови Сад
Нови Сад је основан 1998. године. Клуб је два пута играо у финалу Хокејашке лиге Србије. Први пут у сезони 1998/99, када је изгубио од Војводине резултатом 2:0 у победама, а други пут у сезони 2007/08, када је поражен од Партизана 3:0 у победама. Поред Хокејашке лиге Србије, клуб се такмичио и две године у Панонској лиги. Хокејашки клуб Нови Сад је престао да постоји 2009. године.

#### Таш
Таш је основан 1995. године. У Хокејашкој лиги Југославије такмичио се у периоду од 1996-1998. У сезони 1996/97 освојио је четврто место, а исти пласман је остварен и следеће сезоне. Због проблема са ледом у Леденој дворани Пионир, као и сви београдски клубови и Таш се није такмичио наредне две сезоне.
У сезони 2000/01, клуб се вратио такмичењу и освојио је треће место. Међутим након ове сезоне клуб је престао да се такмичи у сениорској конкуренцији.

## Репрезентација

### Репрезентација СФР Југославије
Репрезентација Југославије представљала је селекције хокејаша из Краљевине Југославије (1934-1941) и СФРЈ (1946-1992). Наследила ју је Репрезентација СР Југославије у хокеју на леду.
Премијерну утакмицу Југославија је одиграла против Холандије, 1939. године на турниру у Букурешту и победила је са 4:2. Најтежи пораз Југославија је доживела од Чехословачке 1939. године резултатом 24:0. Највећу победу остварили су против Белгије 1987. године када су победили резултатом 28:1.
На Олимпијским играма су играли 5 пута, а најбољи пласман су остварили 1964. када су освојили 9. место. На светском првенству су играли 29 пута, а набољи пласман су остварили 1974 када су освојили 8. место.
Највише наступа имао је Едо Хафнер који је одиграо 203 меча за репрезентацију. Најефикаснији играч са укупно 202 поена је Звоне Шувак.

### Репрезентација Србије
Репрезентација Србије је наследница репрезентација СР Југославије и Србије и Црне Горе.
Тренутно се налази на 31. месту на ранг листи светске хокејашке федрације.
Учествовала је на осам Светска хокејашка првенства, од тога седам првенства у Дивизији II (трећи ранг такмичења) и једанпут у Дивизији I (други ранг такмичења). Такође су учествовали два пута у квалификацијама за наступ на Зимским олимпијским играма, 2010 у Ванкуверу и 2014 у Сочију.
Највише наступа на светским првенствима и квалификација за олимпијске игре остварио је Милош Бабић који је за Србију одиграо 42 утакмице. Најефикаснији играч са укупно 43 поена је Марко Ковачевић, а исти играч је и најбољи стрелац са 26 постигнутих голова.

## Дворане и терени

### Стадион Ташмајдан
Стадион Ташмајдан је стадион са више намена у Београду, а налази се у саставу СРЦ Ташмајдан. Градња је почела 1952, а свечано је отворен 24. јануара 1954. године, а изграђен је на месту некадашњег каменолома, по коме је и добио име: од турских речи таш (камен) и мајдан (коп, рудник). Капацитет стадиона је 10.000 места, а у склопу њега постоје две сале и теретана, највише се користи за мали фудбал, одбојку, кошарку, рукомет, као и за разне концерте и културно-забавне манифестације.
Стадион се у зимским месецима од 1953. до 1977. (до отварања ледене дворане Пионир 1978) највише користио за хокеј на леду, па је ту 1954, 1955. и 1957. одржано првенство Југославије у хокеју на леду (турнирски систем), а био је домаћи терен за београдске клубове Партизан, Црвену звезду, ОХК Београд, Ташмајдан и Авалу.

### Стадион малих спортова у Суботици
Стадион малих спортова у Суботици је отворено клизалиште у Суботици. Користи га хокејашки клуб Спартак.
Стадион је изграђен 1963. године, док су рефлектори и лед постављени шест година касније. Капацитет стадиона је 4.000 места.
У плану је било да се стадион покрије, али до тога није дошло због тога што би бетонски носачи крова захватили простор ван стадиона. Ипак током 2013. године најављено је да би стадион требало да се покрије и тако постане ледена дворана како би се несметано играле утакмице. Овај пут ради се о лакој конструкцији, која је много јефтинија варијанта.

### Ледена дворана Пионир
Ледена дворана Пионир је спортска дворана у Београду. У склопу је Хале Пионир и спортског сентра Ташмајдан. Хала је саграђена 12. марта 1978. године. Реновирана је 2001. године. Површина хале је 6.000 m2, а ледена површина је 1800 m2. Испод бетона постављено је 21. километара цеви за замрзавање.

### Ледена дворана Пингвин
Ледена дворана Пингвин је ледена спортска дворана на Новом Београду.
Капацитет дворане је 1.000 места. Од тога 600 места је за стајање, 200 места за седење, као и још додатних 200 места који служе у случају потребе. Ледену дворану користе хокејашки клуб Витез и хокејашки клуб Беостар.